# Hilde-Ulrichs-Stiftung für Parkinsonforschung
Die Hilde-Ulrichs-Stiftung für Parkinsonforschung ist eine wichtige Anlaufstelle, bei der Patienten mit Morbus Parkinson eine unabhängige Beratung sowie Informationen zum Umgang mit der Krankheit erhalten. Die Stiftung ist die erste private Stiftung in Deutschland, die die Erforschung nicht-medikamentöser Behandlungsmethoden der Parkinson-Krankheit fördert. Eine der Stiftungsaktivitäten ist die Vergabe eines mit 10.000 € dotierten Forschungspreises alle zwei Jahre. Darüber hinaus unterstützt sie wissenschaftliche Studien und leistet wichtige Aufklärungsarbeit, um mit der Krankheit mobil zu bleiben. Die Stiftung ist Mitglied im Parkinson-Bund, einem Zusammenschluss von Organisationen, die sich für eine bessere Versorgung von Patienten mit Parkinson einsetzt.
Die Hilde-Ulrichs-Stiftung für Parkinsonforschung wurde am 11. April 1997, dem 1. Weltparkinsontag, von Hermann Terweiden (* 8. Februar 1950, † 8. Mai 2025) gegründet. Namensgeberin der Stiftung ist Hilde Ulrichs, die Lebensgefährtin des Stifters, die im Mai 1997 an den Folgen von Multi-System-Atrophie (MSA), einer seltenen und  aggressiv verlaufenden Form der Parkinson-Erkrankung, verstarb.
Stiftungssitz ist Florstadt-Staden, Wetteraukreis, Rhein-Main-Gebiet. Geschäftssitz der Stiftung ist Frankfurt am Main. Die Stiftung ist als gemeinnützig anerkannt und wird im Hessischen Stiftungsverzeichnis geführt. Sie ist Mitglied im Bundesverband Deutscher Stiftungen und im Deutschen Paritätischen Wohlfahrtsverband.

## Leitbild der Stiftung
- Die Mission der Hilde-Ulrichs-Stiftung ist es, allen Menschen mit Parkinson durch nicht-medikamentöse Therapien ein aktives Leben zu ermöglichen und ihre Lebensqualität nachhaltig zu verbessern.
- Die Stiftung setzt sich dafür ein, die Eigenverantwortung der Patienten zu stärken und Alternativen zu den gängigen Medikamenten- und medizinischen Therapien aufzeigen. Dabei wird vor allem auf Sport- und Bewegungstherapie sowie Kreativtherapie gesetzt.
- Die Stiftung fördert wissenschaftliche Studien im Bereich nichtmedikamentöser Behandlungsmethoden, vergibt Forschungspreise und unterstützt Selbsthilfeprojekte und Vorhaben, die unmittelbar den Betroffenen zugutekommen.
- Die Stiftung bewahrt sich eine grundsätzliche Unabhängigkeit von der Pharmaindustrie und verzichtet auf Spenden aus dieser Branche.

## Preisträger der Stiftung
(Quelle: )
- 2000: Christine Klein und Helfried Jacobs „Parkinson Gene – Erbsubstanz“
- 2002: Susanne Schäfer alias Suzie McCoy „Der Mensch selbst ist die Lösung“, Buchautorin[3]
- 2004: Daniela Berg „Ultraschall bei Morbus Parkinson“
- 2006: Kelly del Tredici „Aktuelles aus der Grundforschung zur Entstehung der Parkinsonschen Krankheit“
- 2011: Christian T. Haas „Sportwissenschaftliche Untersuchungen zum Thema Bewegung bei Morbus Parkinson“
- 2012: Bastian Bloem  „Radfahren bei Morbus Parkinson“
- 2014: Björn Hauptman „Musik, Tanz und Kunst als Therapie bei Morbus Parkinson“
- 2016: Verein Parkinson Nurses & Assistenten e.V. „Schulung von Pflegekräften und Spezialisten für Parkinson im Pflegebereich“
- 2018: Singende Krankenhäuser e.V. „Singen als Lebenselixier - Singend der Krankheit begegnen“
- 2020: Parkinsonnetz Münsterland+, Tobias Warnecke
- 2022: Christoph Schrader und Martin Klietz „Für eine bessere Versorgung von Parkinson-Patienten“
- 2024: Wissenschaft: Elke Kalbe und Team, Universitätsklinikum Köln, „Physische Interventionen bei Menschen mit Morbus Parkinson“ Praxis: Kickboxgruppe „Kick-Parkinson“ by Martial Arts Factory, Seevetal

## Ehrungen
(Quelle: )
- 2000: Stiftungspreis der Kurt Graulich Stiftung, Florsheim
- 2005: Stiftung des Monats Juli 2015, Auszeichnung der Hessischen Landesregierung
- 2010: Bundesverdienstkreuz an Hermann Terweiden, Stifter
- 2014: Deutscher Bürgerpreis Kategorie Ehrenamt an Hermann Terweiden, Stifter
- 2014: Teilnahme am Deutschen Engagementspreis
- 2016: Zertifikat Teilnahme am mitMenschPreis 2016
- 2020: Frankfurter Bürgerpreis an Stephanie Heinze, Vorstandsvorsitzende
- 2022: Ehrenpreis der Hilde-Ulrichs-Stiftung an Stephanie Heinze
- 2024: Ehrenpreis der Hilde-Ulrichs-Stiftung an Christian Jung[5]